# Hydrocyphon championi
Hydrocyphon championi là một loài bọ cánh cứng trong họ Scirtidae. Loài này được Reitter miêu tả khoa học năm 1903.